# Eriococcus cantium
Eriococcus cantium är en insektsart som beskrevs av Williams 1985. Eriococcus cantium ingår i släktet Eriococcus och familjen filtsköldlöss. Inga underarter finns listade i Catalogue of Life.